# Momodou Hydara
Momodou Lamin Hydara (* Dezember 1938; † 3. Oktober 2009) ist gambischer ehemaliger Generaldirektor der National Intelligence Agency (NIA).

## Leben
Hydara ist ein ehemaliger Beamter des National Intelligence Agency (NIA). Er wurde im November 2006 Nachfolger von Harry Sambou als amtierender Generaldirektor, er war zuvor dessen Stellvertreter. Kurz darauf wurde er Ende November 2006 entlassen, Nachfolger wurde Pa Jallow. Er spielte eine führende Rolle bei den Ermittlungen zu dem vereitelten Staatsstreich im März 2006 von Ndure Cham. Einige der Offiziere, die des Hochverrats angeklagt waren, hatten vor einem Kriegsgericht ausgesagt, wo sie während der Verhöre erschreckende Aussagen über Hydaras angebliche Überwachung der Foltersitzungen beim NIA machten. Einer dieser Offiziere war der ehemalige Armee-Captain Pierre John Mendy, der ehemalige Kommandant der Kaserne von Fajara.
Hydara wurde 2008 wieder in die NIA aufgenommen, diesmal als stellvertretender Generaldirektor. Später geriet er in Konflikt mit Jammeh und er ging in din Vereinigten Staaten ins Exil. Der Bundesstaat Alaska war seine neue Heimat.
Hydara ist Mitte 2018 in den Fokus der Ermittlungen US-amerikanischer Behörden wegen Folterungen gekommen. Es geht um angebliche Folterungen von Gefangenen des NIA während der Herrschaft von Diktator Jammeh.

## Familie
Hydara war mit Fatou Njie, der ehemaligen Protokollbeamtin der First Lady Zeinab Souma Jammeh, verheiratet. Doch das Paar war inzwischen geschieden. Hydaras Onkel, Momodou Lamin Sedat Jobe, ist Gambias Botschafter in Frankreich. Hydaras Mutter ist eine Schwester von Jobe.